# ケイ酸塩
ケイ酸塩（、珪酸塩、英語: silicate）は、1個または数個のケイ素原子を中心とし、電気陰性な配位子がこれを取り囲んだ構造を持つアニオンを含む化合物を指す。シリケートとも呼ばれる。この定義ではヘキサフルオロシリケート [SiF6]2− などの化学種も含まれるが、一般的によく見られるケイ酸塩は酸素を配位子とするものである。
ケイ酸塩アニオンは他のカチオンと結合し、電気的に中性な化合物を形成する。シリカ（二酸化ケイ素） SiO2 はケイ酸塩の一種と考えられることもある。これはケイ素周りが負電荷を帯びないため、追加のカチオンを含まない特別な例である。シリカは石英やその多形などの鉱物として自然界に見られる。

ケイ酸塩の代表的な構造モデル

ケイ酸塩鉱物に代表される大多数のケイ酸塩では、ケイ素原子は4個の酸素原子によって囲まれた四面体構造をとる。鉱物の種類によってこの四面体が連なる度合いは異なり、単独、対、クラスター、環状、鎖状、二本鎖状、層状、3次元網目状など多岐にわたる。ケイ酸塩鉱物はこのアニオン構造の違いによって分類される。
酸素原子周りの空間が少ないため、通常の圧力条件では6配位のケイ酸塩はまれにしか見られないが、ソーマス石 などにヘキサヒドロキシシリケートイオン [Si(OH)6]2− として含まれる。

## ケイ酸イオン
4配位ケイ酸イオン中のケイ素原子は、4個の酸素原子によって囲まれた四面体構造をとり、この四面体が1個から無限個まで連なった多様な種類がある。
オルトケイ酸イオン (SiO44−)、ピロケイ酸イオン (Si2O76−)、他の縮合ケイ酸イオンが知られている。環状ケイ酸イオンとしては Si3O96− と Si6O1812− が知られている。さらに、以下のような多様な無限ポリイオンが存在する。
1次元鎖状
(pyroxene) 型 (SiO32−)n。各 SiO4 四面体は2個の酸素原子を隣の SiO4 四面体と共有し、形式的には残り2個の酸素がアニオンとなる。
1次元二重鎖状
(amphybole) 型 (Si4O116−)n
2次元シート状
各 SiO4 四面体は3個の酸素原子を隣の SiO4 四面体と共有し、形式的には残り1個の酸素がアニオンとなる。ほとんどの2次元シート状アニオンは巨大すぎて、常温では固体かコロイド溶液でしか存在できない。
3次元網目状
各 SiO4 四面体は4個の酸素原子を隣の SiO4 四面体と共有する。この構造が 100% だと組成式 SiO2 の二酸化ケイ素であるが、一部の SiO2 が他の金属酸化物に置き換わった (M(I)2O)2x(SiO2)1-x や (M(II)O)2x(SiO2)1-x のような組成の化合物では、ケイ素原子が取り除かれた欠陥部がアニオンとなった (SiO2(1-x))O2x4x− のようなポリイオンが考えられる。ただし金属 M がイオンというよりも酸素原子と共有結合してポリケイ酸イオンの一部となっていると考えた方が良い構造の場合もある。
2次元シート状および3次元網目状のポリケイ酸イオンの一部のケイ素原子が、アルミニウムやホウ素、リン、またチタンなどの遷移金属に置き換えられたものがある。これらは化学的にはアルミノケイ酸イオンやホウケイ酸イオンと呼ばれるべきものであるが、ケイ酸イオンの一種として扱われることが多い。特にアルミノケイ酸塩には非常に多くのものが知られている。非晶質の3次元網目状ケイ酸塩はケイ酸ガラスとして知られる。

## ケイ酸塩鉱物
鉱物学では、ケイ酸塩鉱物（、英: silicate mineral）は、そのアニオン部分の構造によって以下のようなグループに分類される。
- ネソケイ酸塩鉱物（四面体単体） — {\displaystyle {\ce {[SiO4]^{4-}}}}、かんらん石類、柘榴石類など。
- ソロケイ酸塩鉱物（四面体2量体） — {\displaystyle {\ce {[Si2O7]^{6-}}}}、ベスブ石、緑簾石類など。
- シクロケイ酸塩鉱物（環状） —  {\displaystyle {\ce {[Si_{n}O_{3n}]^{2n{}-}}}}、緑柱石、電気石類など。
- イノケイ酸塩鉱物（単鎖状） — {\displaystyle {\ce {[Si_{n}O_{3n}]^{2n{}-}}}}、輝石類など。
- イノケイ酸塩鉱物（2本鎖状） — {\displaystyle {\ce {[Si_{4n}O_{11n}]^{6n{}-}}}}、角閃石類など。
- フィロケイ酸塩鉱物（層状） — {\displaystyle {\ce {[Si_{2n}O_{5n}]^{2n{}-}}}}、雲母類や粘土鉱物など。
- テクトケイ酸塩鉱物（3次元網目状） — {\displaystyle {\ce {[Al_{x}Si_{y}O_{2(x{+}y)}]^{x{}-}}}}、石英、長石類、沸石類など。

テクトケイ酸塩鉱物は、アルミニウムなど価数の小さい原子でケイ素が置き換えられ、全体として負電荷を帯びる場合にのみカチオン種を含む。このような置換は他のケイ酸塩でも起こる。
いくつかの希少な鉱物では、結晶構造中に複数種のアニオンが共存していたり、上に挙げた種別の中間の構造を持つ複雑なアニオンを含んでいる。

## ケイ酸塩岩石
地質学や天文学におけるケイ酸塩は岩石の種別の一種であり、ケイ酸塩鉱物を主成分とするものを示し、火成岩、変成岩、堆積岩の多くがこれに含まれる。地球のマントルや地殻は主にケイ酸塩によって構成されており、他の地球型惑星についても同様である。
地球では、地殻の形成、および部分的な融解、結晶化、分画、変成作用、風化、続成作用などの過程によって多種多様なケイ酸塩鉱物が生成してきた。地表付近においては生物もケイ酸塩の生成に寄与している。プランクトンの一種である珪藻はケイ酸塩からなる被殻を作り出す。深海の沈降物は主に珪藻の被殻からなっている。